# DFS 39
DFS 39 (Delta IV) var ett tyskt experimentflygplan konstruerat av Alexander Lippisch. 
Flygplanet som från början konstruerades under namnet Delta IV var en flygande vinge. Konstruktion kom till som en vidareutveckling av de försök Lippisch inledde redan 1927 med flygande vingar. Segelflygplanen Storch I – Storch IX konstruerades 1927–1933, dessa följdes av motorflygplanen Delta I – Delta V mellan 1931 och 1939. Delta IV inleddes när Gerhard Fieseler beställde ett flygplan till Europarundflug tävlingen 1932. Lippisch konstruerade en flygande vinge med en motor som drog en skjutande propeller i aktern och en motor med dragande propeller i nosen.  
Flygplanet Delta IV bestod av en 10,2 meter bred vinge med en flygplanskropp som inte var längre än vingens bredaste del. Piloten satt i en förarkabin placerad i flygplanskroppens front bakom en motor med dragande propeller. Bakom piloten var motorn som drev den skjutande propellern monterad. Fieseler tillverkade flygplanet vid sin egen fabrik Gerhard Fieseler Werke under namnet F-3 Wespe. Flygplanet var mycket instabilt och Fieseler havererade under provflygningen. Trots ett flertal modifieringar och omkonstruktioner lyckades inte Fieseler komma tillrätta med problemen, utan han gav upp.
Lippisch som fortfarande trodde på sin idé samarbetade med meteorologiprofessorn Walter Georgii vid Deutsche Forschungsanstalt für Segelflug (DFS). Med hjälp av Georgii kunde Lippisch få ekonomiskt stöd från Reichsluftfahrtministerium (RLM) för att köpa vraket av Fieseler, för att konstruera om det.    
Lippisch konstruerade om flygplanet och avlägsnade en motor samt canardfenorna (små vingar i nosen), och typnumret ändrades till Delta IVa. Flygplanet visade sig få bättre flygegenskaper, men trots detta inträffade en del haverier, och det tyska luftfartsmyndigheterna tillsatte en haveriutredning. Deutschen Versuchsanstalt für Luftfahrt kom i sin slutsats fram till att den flygande vingen var farlig samt en återvändsgränd inom flygtekniken.
Med stöd från Georgii återupptog Lippisch konstruktionsarbetet med Delta IVb där han sammanförde Deltans konstruktion med segelflygplanen Storchs aerodynamiska utförande, detta visade sig vara ett steg i rätt riktning.
Med konstruktionen Delta IVc där flygplanskroppen förlängdes och vingarna konstruerades om bland annat monterades en liten nedåtriktad fena i vingspetsen (snarlik dagens vinglets) räknade Lippisch med att ha nått sitt slutmål.
Flygplanet transporterades till Luftwaffe testcenter i Rechlin där Heini Dittmar 1936 genomförde testflygningen som resulterade i att flygplanet fick sitt luftvärdighetsbevis och det officiella namnet DFS 39. Flygplanets konstruktion kom i viss mån via efterföljaren DFS 40 leda fram till Messerschmitt Me 163. 